# Уинипег
Уинипег (на английски: Winnipeg) е столицата и най-големият град на провинция Манитоба в Канада.
Населението на Уинипег е 633 451 жители (2006). Повече от половината население на провинцията живее в град Уинипег. Градът е с обща площ от 464 км². Основан е през 1738 г. Намира се на 238 м надморска височина в близост до географския център на Северна Америка.

## География и климат
Уинипег се намира в долината на река Ред Ривър, в източния край на Канадските прерии. Околният релеф е изключително равнинен, липсват даже малки хълмчета. Сравнително близо се намира езерото Уинипег (11-ото по големина пресноводно езеро в света). През града преминават 4 реки, като 2-те по-големи са Ред Ривър и Асинъбойн. Мястото, където те се сливат, се нарича The Forks и е сред забележителностите на града.
Климатът е умереноконтинентален. Зимите са с продължителност по 4-5 месеца и се характеризират с ниски температури и значителна снежна покривка (средно 58 дни в годината температурите са под -20 °С). Подобно на Чикаго е известен като „Ветровития град“ заради постоянните си и силни ветрове.

## Известни личности
Родени в Уинипег
- Луис Злотин (1910 – 1946), физик и химик
- Дъглас Рейн (р. 1928), актьор
- Полет Буржоа (р. 1951), писателка
- Тейлър Смит (р. 1953), писателка
- Шантал Кревиазук (р. 1973), певица
- Синди Класен (р. 1979), кънкобегачка, олимпийска шампионка
- София Санти (р. 1981), порнографска актриса
- Ана Пакуин (р. 1982), актриса
- Джим Пийбълс (р. 1935), астрофизик

Други
- Нийл Йънг (р. 1945), музикант, живее в града в края на 50-те и началото на 60-те

## Побратимени градове
- Беер Шева (Израел)
- Йоханесбург, ЮАР
- Куопио (Финландия)
- Лвов (Украйна)
- Манила, Филипини
- Минеаполис (Минесота, САЩ)
- Рейкявик (Исландия)
- Чънду, Китай